# Tjålmere
Tjålmere är en sjö i Sorsele kommun i Lappland och ingår i Umeälvens huvudavrinningsområde. Tjålmere ligger i Vindelfjällen Natura 2000-område.